# Çerkeş
Çerkeş (pronunciat Txérkeix) és una ciutat i un districte de la província de Çankırı, a la regió d'Anatòlia Central, Turquia.